# Gruppo Palumbo
Palumbo è un gruppo cantieristico internazionale specializzato in costruzioni di panfili di grandi dimensioni, con sede di rappresentanza a Monaco e vari cantieri navali: nel porto di Ancona, in quello di Fiume, nel porto grande di Malta, nel porto di Marsiglia, in quello di Messina, di Napoli, di Savona e di Tenerife.
Il gruppo ha avuto origine dalle acquisizioni di vari cantieri compiute dalla l'azienda di carpenteria navale Palumbo di Napoli, nata nel 1967 ad opera di Salvatore Palumbo e nel 2023 giunta ad occupare la dodicesima posizione mondiale tra le azinede produttrici di panfili.

## Distribuzione geografica
Fanno parte del gruppo la Palumbo Malta Shipyard Ltd. e la Palumbo Shipyard Ltd.
I cantieri del gruppo Palumbo sono otto:
- Italia: porto di Ancona - porto di Napoli- porto di Savona - porto di Messina
- Francia: porto di Marsiglia
- Croazia: porto di Fiume
- Malta: porto di Senglea
- Spagna: porto di Tenerife

Il gruppo Palumbo controlla cinque marchi, alcuni riservati alle nuove costruzioni, altri alla ricostruzione, alla manutenzione e al raddobbo.
Per le nuove costruzioni
- ISA Yachts (Ancona)[6];
- Mondomarine (Savona)[7]

Per le operazioni di raddobbo e di manutenzione: verniciature, carpenteria, meccanica, elettronica, falegnameria.
- Columbus Yachts (Ancona);
- Extra Yachts (Ancona);
- Palumbo SY Refit (Napoli).

## Storia

### La fondazione
Salvatore Palumbo, nel 1967, fondò l'azienda di carpenteria navale Palumbo, che era specializzata in operazioni di raddobbo. L'azienda rimase sempre di proprietà della famiglia Palumbo: da Salvatore, passò al figlio Antonio e ai nipoti Giuseppe e Raffaele; inizialmente rimase nel settore del raddobbo.
Nel 2008, per volontà di Giuseppe Palumbo, l'azienda si dedicò anche alla costruzione di panfili di grandi dimensioni, creando il marchio "Columbus" e costruendo un panfilo di 54 metri. La scelta si rivelò vincente e nel giro di pochi anni permise l'acquisizione nel 2016 di ISA Yachts ad Ancona e nel 2018 di Mondomarine a Savona.

### Acquisizione diISA Yachtsdi Ancona

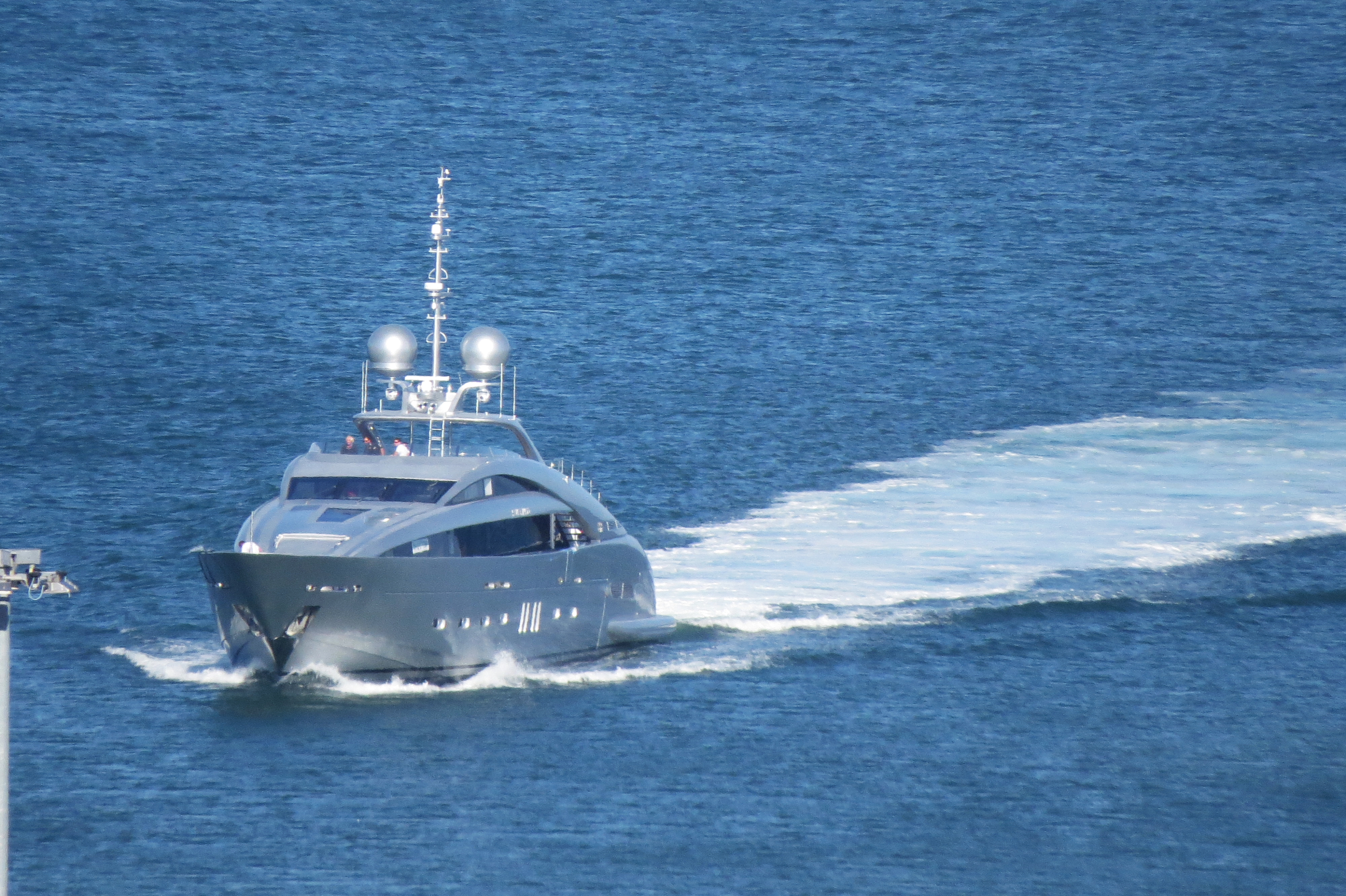
Panfilo "Silver Wind", costruito nel cantiere ISA Yachts di Ancona

ISA Yachts è un cantiere localizzato nel porto di Ancona con un'area di 45.000 m² e con tre aree costruttive coperte di 38.000 m².  L'acronimo ISA sta per "International Shipyards Ancona" ("cantiere navale internazionale di Ancona").
Il cantiere fu fondato nel maggio del 2001 da Marcello Maggi insieme ad un gruppo di altri imprenditori anconetani. Sin dalla sua origine la sua specializzazione è la costruzione di panfili di dimensioni superiori a 40 metri di lunghezza. Nel 2006 entrò a far parte del gruppo Yig Yachting Investor, fondo privato londinese.
Nel 2016 entrò nel gruppo Palumbo. Con l'acquisizione di ISA Yachts di Ancona l'azienda Palumbo intendeva avere a disposizione un cantiere moderno e versatile, con fama già internazionale e personale preparato, per renderlo quartier generale del settore della costruzione di mega-panfili. Il cantiere ISA costruisce modelli in vetroresina molto veloci, ma sono le imbarcazioni sopra i 40 metri che costituiscono la sua fama maggiore.

### Acquisizione diMondomarinedi Savona

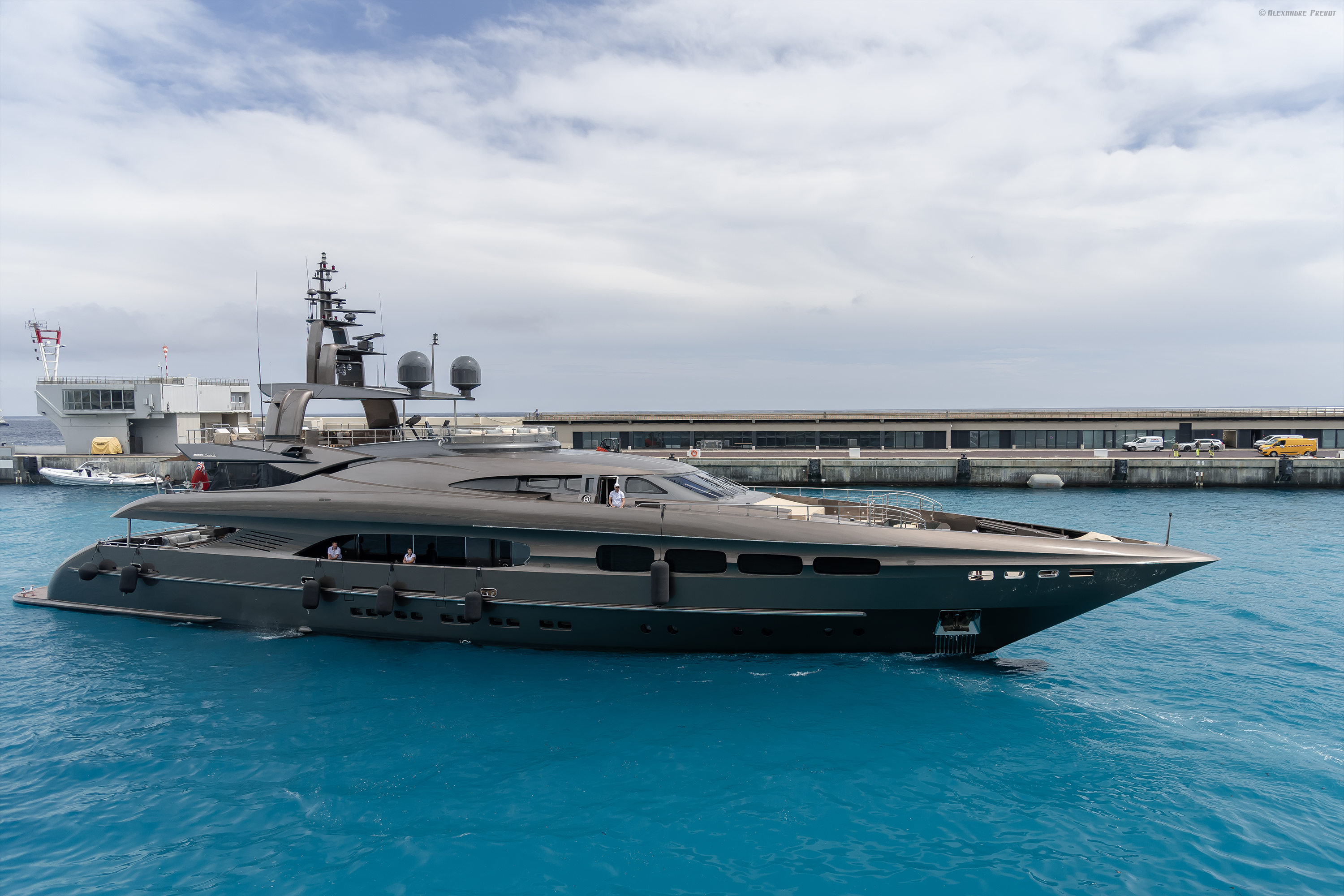
Panfilo " Pavillon", costruito nel cantiere Mondomarine di Savona

Il cantiere Mondomarine di Savona, pur acquisita nel 2018, ha avuto la concessione solo nel 2021. Inizialmente si è occupato di raddobbo, ma successivamente, in appoggio al cantiere di Ancona, è iniziata anche a Savona la costruzione di nuove imbarcazioni tra i 43 ed i 63 metri.

### Prospettive future
Nel 2013, con il varo del mega-panfilo Columbus Sport Hybrid, da 40 metri, il gruppo Palumbo fu la prima azienda ad ottenere la certificazione per la propulsione ibrida. Nel 2024, Gianpaolo La Penna, direttore generale di Palumbo Superyachts ha dichiarato che il gruppo si sta muovendo verso la produzione di mezzi sempre più rispettosi dell'ambiente per quanto riguarda la propulsione e l'intero complesso di impianti che ogni imbarcazione presenta, a cominciare dallo smaltimento dei rifiuti di bordo, che deve essere sempre certificato, fino all’utilizzo di vernici, plastiche e materiale di arredo ecosostenibile.